# Музыка Греции
Греческая музыка — разнообразная музыкальная культура, исторически распадающаяся на несколько культур — древнегреческую музыку, византийскую музыку и собственно музыку Греции на её современном этапе.

## Музыка в древней Греции
Само слово «музыка» имеет древнегреческое происхождение (греч. Μουσική) и происходит от «муз» — в древнегреческой мифологии дочерей Зевса, давших начало поэзии, искусству и науке.
В древней Греции музыка сопровождала различные сферы жизни и звучала на публичных собраниях и мероприятиях, в ритуалах, в театре и играх. Фигуры музыкантов встречаются в мифологии (Орфей, Филамон, Тамирис, Марсий) и эпических поэмах (Демодок и Фемий в «Одиссее»). На античных вазах сохранились изображения музыкантов, играющих на музыкальных инструментах, таких как арфа, кифара, лира. В честь богов древние греки составляли гимны, например пеаны номы в честь Аполлона или дифирамбы в честь Диониса.
Начиная с 6 века до н. э. музыка становится объектом интереса философов. В частности, Пифагор открыл ряд акустических закономерностей, имеющих основополагающее значение и для современной европейской теории музыки. Аристоксен выдвинул тезис об эмпирически-слуховом восприятии музыкальных интервалов, Платон и Аристотель развили учение о роли музыки в этическом воспитании.
Древнегреческая музыка была преимущественно одноголосной (монодией). Её ладовую основу составляли древнегреческие лады, основу которых составляли тетрахорды, что могли сочетаться в октавные лады — «гармонии». Названия октавных древнегреческих ладов (лидийский, дорийский и т. д.) широко используются и в современной теории музыки.

## Музыка в Византии
С 4 века и до падения Константинополя в 1453 году Греция входила в Византийскую империю, что и определяло её культуру. С принятием и развитием христианства основной формой исполнения музыки в Византии стали литургические песнопения. Их древним видом были литургический речитатив и псалмодия, заимствованная от иудейского богослужения. В 5-6 веке широкое распространение в византийской традиции получили гимны, представленные такими жанрами как тропари, кондаки, каноны, позже — стихиры. Развитие византийской гимнографии в 6-8 веках связано с деятельностью выходцев из Сирии св. Романа Сладкопевца, святого Андрея Критского, а также Иоанна Дамаскина. В это время формируется система восьмиголосие, что использовала лады древнегреческой музыки.
С 9 века важным центром сочинения гимнов стал Студийский монастырь близ Константинополя. В XIV—XV веках подъем искусства гимнов связан с деятельностью Ивана Кукузеля, жившего в монастыре Святого Афанасия на Афоне. Византийская музыкальная культура оказала большое влияние на развитие как Восточной, так и Западной христианской богослужебной музыки. Разработанная в Византии невменная нотация длительное время использовалась и в Западной Европе, а система восьмиголосия стала основой формирования знаменного пения на Руси.
Параллельно с литургической музыкой в Византии развиваются эпические жанры — акритские песни, прославлявшие подвиги акритов./

## Народная музыка Греции
Народное творчество греков многообразно. Песни можно разделить на эпические, исторические, бытовые, баллады. Среди бытовых — трудовые, колыбельные, любовные, свадебные, застольные, шуточные, календарные, посвященные массовым народным праздникам. Подавляющее большинство исторических песен создано в годы борьбы греков против турецкого ига (песни клефтов) и в период становления греческого государства, когда их основным содержанием стало воспевание свободы и независимости. Выполнение греческих народных песен часто сопровождается хороводом.
Названия народных танцев ведут своё происхождение от местности, где они существуют (например, критский танец пентоцзалис, пелопоннесский цамико), от исторического события (танец Залонго), от названия профессии (хасапико — танец мясников и др.). Или берут свои названия от ритма и движения (сиртос, сиртаки и др.). Народный инструментарий включает различные виды лютни, флейты (авлос), лиру (критская лира), продольные флейты, волынки, цимбалы (сантур). Особенно популярны бузуки, баглама, мандолина, скрипка. В состав современных оркестров народных инструментов Греции входят также кларнеты и гитары.

## Становление профессиональной школы и современность
Во времена османского ига профессиональная греческая музыкальная культура развивалась только на Ионических островах, на которые турецкое владычество не распространялось. Ионическая школа долгое время оставалась ведущей и после обретения Грецией независимости в 1830 году, когда начался новый этап в истории греческой музыкальной культуры, тесно связанный с деятельностью уроженца Керкиры Николаоса Мандзароса — автора национального гимна Греции (1865), ряда фортепианных и вокально-симфонических произведений. В 1840 году Мандзарос основал Филармоническое общество Керкиры, что стало профессиональной школой будущих греческих композиторов, среди которых авторы первых греческих опер — Павлос Каррер и Спиридон Ксиндас.
В 1871 году была открыта консерватория в Афинах, а в 1939 году — Национальная опера Греции. В период итало-греческой войны 1940—1941 годов наиболее известной исполнительницей патриотических песен, а потом и «певицей Победы» стала София Вембо.
Позже успехов на международной арене достигли греческие композиторы Спиридон Самарас (автор Олимпийского гимна), Микис Теодоракис, Мария Фарандури, Димитрис Митропулос, Янис Ксенакис, певица Мария Каллас, среди современных — тенор Мариос Франгулис, пианист Димитрис Сгурос, скрипач Леонидас Кавакос.
Кэти Хомата — эстрадная певица, представительница поколения музыкантов «Новой волны». Среди композиторов, представителей «Новой волны» отличается Дионисис Саввопулос. Настоящие звезды греческой эстрады второй половины 20 века — Демис Руссос и Нана Мускури.
В популярной музыке в XX веке в Греции приобрели популярность своеобразные национальные жанры — рембетика — песни криминального происхождения, а также лаика. В 2006 году благодаря победе Елены Папаризу Греция принимала конкурс Евровидение.